# Bus Driver
Bus Driver es un videojuego para PC creado por SCS Software y publicado por Friendware que simula la conducción de autobuses urbanos y otros.
Ofrece una docena de autobuses fielmente recreados de la realidad, una extensa ciudad con varios distritos y efectos atmosféricos con diferentes tramos horarios. Entre los vehículos que se pueden manejar se encuentran autobuses escolares, autobuses de línea, autocares e incluso un autobús turístico de dos plantas.
Fecha de publicación: 4 de junio de 2008
Exclusivamente en: PC
ESRB: E (everyone) o bien para todos
En la pantalla de juego nos indica la velocidad, frenos, marcha, número de paradas que faltan, pasajero en el autobús y que bajarán, la hora, la distancia que falta para la próxima parada y el mapa.

Si bien la mayoría de las rutas son normales, como ir por la ciudad y transportar pasajeros, hay algunos niveles especiales, donde hay que, por ejemplo, conducir un "autobús cárcel" para transportar presos de un lugar a otro (en este nivel se permite conducir por las calles y carreteras sin cumplir las normas de tráfico, siempre y cuando se eviten accidentes).
- Datos: Q2275208